# جبل الأكراد
جبل حلب أو جبل الأكراد (بالكردية: چیای کوردان‏) منطقة جبلية في شمال غرب سوريا وجنوب شرق تركيا تغطي معظم مساحة منطقة عفرين في محافظة حلب. يحدها من الغرب سهل العمق - في لواء اسكندرون - والنهر الأسود الذي يرسم في تلك المنطقة خط الحدود بين سورية وتركية، ومن الشمال، خط الحديد المار من ميدان أكبس حتى كلس، ومن الشرق سهل أعزاز ومن الجنوب منطقة جبل سمعان. معظم تضاريس المنطقة جبلية متوسطة الارتفاع (700 - 1269 م)، وأعلى قمة فيها الجبل الكبير الذي يعد جزءا من سلسة جبال طوروس. يبلغ عرض سلسلة جبل الأكراد من الشرق إلى الغرب 55 كم وطولها من الشمال إلى الجنوب 75 كم، وهكذا تساوي مساحتها حوالي 3850 كم² أي ما يعادل 2% من مساحة سورية.
عقب الحرب العالمية الأولى وتبعاتها من سقوط وتقسيم الدولة العثمانية التي كانت تسيطر على عموم الأراضي من الأناضول إلى البحر الأحمر، رُسّمت حدود الانتداب الفرنسي على سوريا، وقُسمت منطقة جبل الأكراد إلى قسمين، قسم شمالي ضم إلى تركيا، وقسم جنوبي ظل ضمن دائرة النفوذ الفرنسي. وكان قضاء «كرد طاغ» إحدى أقضية دولة حلب التي دامت لمدة خمس سنوات، ليصبح لاحقا ضمن الحدود الإداريَّة لمحافظة حلب وعرف باسم منطقة عفرين.

## التسمية والحدود
يُعرف جبل الأكراد محليًا باسم «جبل الكرمانج» نسبةً إلى اسم اللهجة المنطوقة في المنطقة والمسماة الكرمانجية، وهو اسم إحدى لهجات اللغة الكرديَّة والمشتقة من اسم «كورمانج» المذكور في النصوص التاريخيَّة في فترة ما قبل الميلاد على شكل «كوردماد»، والمشار به إلى قبائل قديمة.
وردَ ذكر الجبل تاريخيًّا تحت مُسَمى «جبل الأكراد»، ومع ظهور الدولة العثمانيَّة تُرجم الاسم إلى اللغة التركية العثمانية واصبح «كرد داغ» بمعنى «جبل الأكراد» اشتقاقًا من كلمة داغ - Dağ التركية التي تعني «جبل»، واستخدم بتلك الصيغة في الوثائق العثمانية الرسمية، وبقيت تسمية كرد داغ في التداول الرسمي في العهد الفرنسي حتى نهاية العقد الأول من استقلال سوريا، إلى ان ترجمتها السلطات السورية إلى «جبل الأكراد» أو «جبل الكرد». ومع ذلك في سنوات الوحدة بين مصر وسوريا أزيل اسم الأكراد من اسم المنطقة وأصبحت تعرف بمنطقة عفرين. وفي عام 1977، اطلقت السلطات السورية على الجبل اسم «جبل العروبة» وفقًا للمرسوم 15801 الذي حظر أسماء الكردية، ومن ثم سُمي «جبل حلب» وبقيت تسمية جبل الكرد متداولة في الكتب المدرسية كتسمية جغرافية.

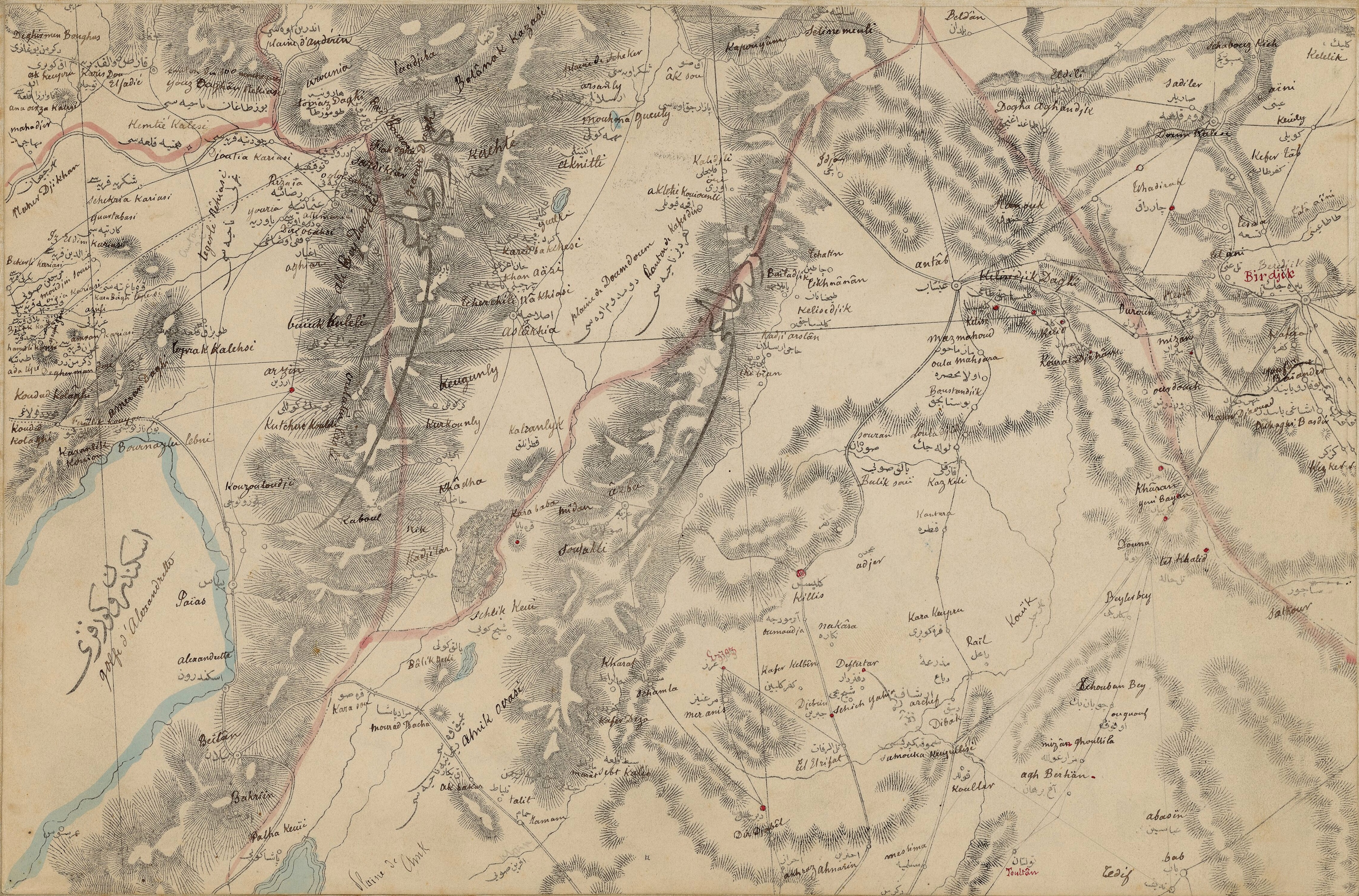
جبل الأكراد «كرد طاغى» ومحيطه على خريطة لولاية حلب العثمانيَّة

جاء في كتاب ذكرياتي عن بلاد ألف ليلة وليلة مابين سنوات 1548-1556:
وجاء في كتاب قسطنطين بازيلي، حول أحداث نهاية احتلال ابراهيم باشا لمناطق جبل الأكراد:
وجاء في كتاب سمير الليالي لمحمد أمين صوفي السكري الطرابلسي:

### التقسيم الإداري والشعبي
تقسم منطقة عفرين إلى سبع نواحٍ إداريةٍ هيَ: عفرين المركز وجنديرس ومعبطلي وشيخ الحديد وراجو وبلبل وشران. وإلى ثمانٍ نواحٍ حسب التوزيع العشائريِّ  القديم على الشكل التالي: «شكاكا» في الشمال الشرقي، «بيا» في الشمال، «شيخان» في الشمال الغربي، «حَشتيا» و«خاسْتيا» في الجنوب الغربي، «جومه» في الجنوب، «شيرَاوا» و«روباري» في الجنوب الشرقي على جبل ليلون، «آمكا» في الوسط وتشمل قُرَاهَا جبل هاوار ومحيطه.

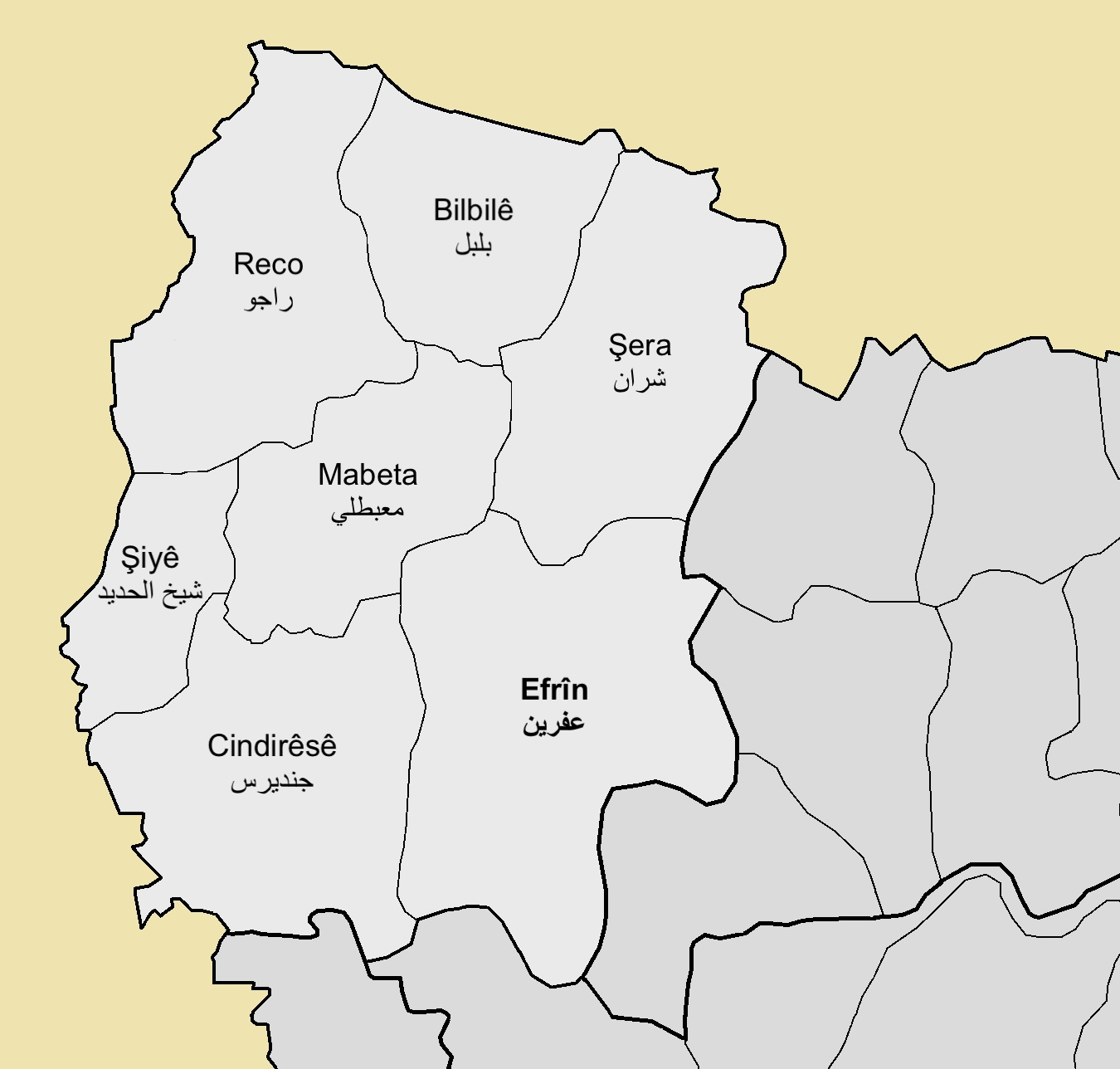
نواحي منطقة عفرين الإدارية

## الجغرافيا
يقع جبل الأكراد على الجانب الشمالي من الساحل الشرقي للبحر الأبيض المتوسط، وفي الزاوية الشمالية الغربية من منطقة الهلال الخصيب، ويرتبط بسلاسل جبال طوروس حيث يعتبر إحدى نهاياتها الجنوبية الغربية. وتبدأ مرتفعاته من غربي مدينة ديلوك القديمة في تركيا،^ ثم تأخذ اتجاهًا جنوبيًا غربيًا بانحراف نحو 30-40 درجة، وتمتد لمسافة تقدر بنحو 100 كم وتنتهي آخر مرتفعاتها في الجنوب الغربي، وتحديدا غربي بلدة جنديرس بنحو 9 كم. ويتراوح عرض مرتفعاتها مابين 25 و45 كم.

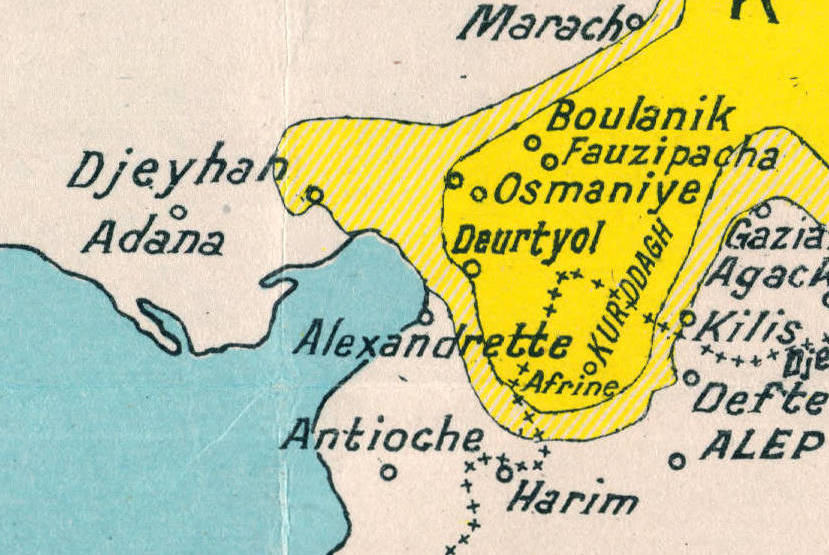
خريطة امتداد منطقة جبل الأكراد «Kurd Dagh».

#### القسم السوري
يقع الجزء الواقع في سوريا من جبل الأكراد في أقصى الزاوية الشمالية الغربية من الخارطة السورية بين خطي طول °36.33 و°37 شرقاً، وبين دائرتي عرض °36.20 و°36.50 شمالاً، ويغطي منطقة عفرين. ويفصل جبل الكرد عن جبال الأمانوس بسهل ليچه، وأقرب نقطة للمنطقة من البحر المتوسط هي قرية قرة متلق غربي بلدة شيخ الحديد، وتبعد عن مدينة وميناء الإسكندرونة مسافة 38 كم كخط أفق.

### الخصائص الزلزالية
تقع منطقة جبل الكرد في أقصى الزاوية الشمالية الغربية من الصفيحة العربية، وتشكل جزءا من الحافة الشرقية العليا لفالق انهدام البحر الميت. وقع زلزال في شمالي حلب في يوم 13 آب/أغسطس عام 1822م، بلغت شدته حوالي 7.3 درجة على مقياس ريختر، وكان مركزه جبل الأكراد. وحدث زلزال آخر في عام 1872م، وكان مركزه على الحدود الجنوبية لمنطقة عفرين.

### الثروات الباطنية
تتمتع منطقة جبل الأكراد بثروة باطنية غنية من الحديد بالإضافة إلى النفط والفوسفات والسجيل الزيتي والرخام والكروم والأسبست والنحاس. وقد عرف وجود الحديد في منطقة شمال حلب منذ العهد الأيوبي، وعثر على خبث الحديد بجوار قرى حاج خليل وسوركه والشديان في ناحية راجو.

### الحياة البريّة
تعيش هذه الحيوانات في منطقة جبل الأكراد: الضبع، والذئب، والثعلب، وأبن آوى، والقط البري، والأرنب، والقنفذ، والخلد، والجرذ، والفأر، والخفاش، وأنواع عديدة من العصافير والحمام البري، والحجل، والبلبل، وسوسة الخشب، والطيور البحرية، والباشق، والغراب، والسنونو، واللقلق، والزرزور، والبط، والأفعى، والسلحفاة. وقديما كانت تعيش أسماك السلور في معظم ينابيع سهل جومه.

### المناخ[14]
يقع جبل الأكراد في نطاق المنطقة المعتدلة الحارة ويتمتع بمناخ متوسطي شبه جاف وشبه رطب، مع صيف حار وشتاء بارد. وتصل أهم المنخفضات المطرية إلى نواحي جبلي الأكراد وسمعان عبر النافذة المناخية في خليج السويدية، وممر بيلان في الجنوب الغربي.

#### الحرارة
يبلغ أدنى معدل عام لدرجة الحرارة في منطقة عفرين في شهر كانون الثاني - يناير بنحو 3.9 °م، ويبلغ متوسط درجة الحرارة في فصل الشتاء 16.3 °م. بينما يبلغ أعلى معدل لدرجة الحرارة في شهر آب - أغسطس ويبلغ معدلها العام في الصيف 32.3 °م.
| المحطة المناخية | متوسط درجة الحرارة في الشتاء | متوسط درجة الحرارة في الصيف |
| --------------- | ---------------------------- | --------------------------- |
| ميدان أكبس      | 4                            | 33                          |
| بلبل            | 3.6                          | 33.2                        |
| عفرين           | 3.2                          | 32                          |
| معبطلي          | 3.7                          | 33.5                        |
| راجو            | 4                            | 32.5                        |
| شيخ الحديد      | 4.3                          | 33                          |

#### الرطوبة
بلغ متوسط الرطوبة خلال النصف الثاني من القرن العشرين في منطقة عفرين 62%، وكانت أعلاها 78% في شهري كانون الأول/ديسمبر وكانون الثاني/يناير، وأدناها 49% في حزيران/يونيو وتموز/يوليو.

#### الرياح
تهب رياح شمالية غربية بسرعات معتدلة على منطقة عفرين في الصيف اعتبارا من شهر أيار/مايو إلى شهر آب/أغسطس. وفي الشتاء تتعرض المنطقة إلى الهواء البارد القادم من أوروبا الشمالية، وعادة ما تأتي في النصف الثاني من فصل الشتاء، مصحوبة بالبرق والأمطار الغزيرة، والثلوج أحيانا. وتتعرض إلى هواء شديد البرودة قادم من سيبيريا، وبالتالي يتسبب في حدوث الانقلاب الحراري في جبل الأكراد، حيث تصل درجة حرارة الهواء القريب من سطح الأرض إلى درجات قياسية من الانخفاض، فتلحق أضرارا كبيرة في الزراعة. وقد حدث مثل هذا الانقلاب أربع مرات في النصف الثاني من القرن العشرين. ففي عام 1989 أتلفت عشرات الآلاف من أشجار الزيتون والرمان في سهل جومه. وألحق في عام 1997 اضرارا جسيمة بنحو 3.5 مليون شجرة زيتون في منطقة عفرين.

#### التهطال
تندرج منطقة عفرين ضمن مناطق الاستقرار الأولى في سوريا فئة "ب". ويبلغ متوسط الأمطار السنوية فيها 546.6 ملم، وتعتبر والمنخفضات الجوية القادمة من البحر المتوسط هي المصدر الرئيسي لأمطارها. يبدأ هطول الأمطار من شهر أيلول/سبتمبر ويصل إلى ذروته في شهر كانون الثاني/يناير. وعادة ما تكون أمطار الخريف والربيع رعدية.
| المحطة المناخية | المعدل السنوي للمطر |
| --------------- | ------------------- |
| ميدان أكبس      | 648 ملم             |
| بلبل            | 585 ملم             |
| عفرين           | 455 ملم             |
| معبطلي          | 655 ملم             |
| راجو            | 615 ملم             |
| شيخ الحديد      | 630 ملم             |

على الرغم من تساقط الثلوج عادة على المرتفعات الجبلية في شهري كانون الثاني/يناير وشباط/فبراير، إلا أنه في عام 1998 تساقطت في 28 آذار/مارس، وفي عام 2000 تساقطت في 23 تشرين الأول/أكتوبر. وفي شتاء 1911/1910 تساقطت الثلوج بغزارة، ابتداءً من يوم 30 كانون الأول/ديسمبر حتى العاشر من شباط/فبراير، وسمي ثلجة الأربعين «Çel Berfê»، أو ثلج الأسود «Berfa Reş»، أو الثلج العميق «Berfa Kûr». وتجمدت حينها صفحة نهر عفرين.
يتساقط البرد في الخريف والربيع، ويلحق أضرارًا جسيمة في الأشجار المثمرة والمزروعات. كما يتشكل الضباب في ساعات الصباح.

## الديمغرافيا

### تعداد السكان

#### إحصاء عام 1892
بلغ عدد سكان القرى التي تقع حاليا ضمن الحدود الإدارية لمنطقة عفرين 23٫682 نسمة من إجمالي عدد السكان البالغ 72٫066 نسمة في إحصاء سكان قضاء كلس سنة 1310 هـ - 1892م.

#### إحصاء عام 1922
بلغ عدد سكان قضاء كرد طاغ في إحصاء سكان دولة حلب سنة 1340 هـ - 1922م 21٫823 نسمة.
| الفئة  | الذكور | الإناث | المجموع |
| ------ | ------ | ------ | ------- |
| النسمة | 10٫434 | 11٫389 | 21٫823  |

#### إحصاء عام 1932
بلغ العدد التقريبي لعدد سكان قضاء كرد طاغ نحو 043 ألف نسمة حسب الإحصاء الفرنسي سنة 1932، والذي أجري عن طريق المخاتير والزعماء المحليين.

#### إحصاء عام 1994[7]
| الناحية    | مركز الناحية | قرى الناحية | المجموع |
| ---------- | ------------ | ----------- | ------- |
| عفرين      | 28٫698       | 53٫428      | 82٫126  |
| شران       | 687          | 13٫048      | 13٫735  |
| بلبل       | 2٫031        | 13٫753      | 15٫784  |
| راجو       | 1٫536        | 21٫428      | 22٫964  |
| شيخ الحديد | 2٫846        | 9٫153       | 11٫999  |
| معبطلي     | 1٫974        | 12٫337      | 14٫311  |
| جنديرس     | 10٫414       | 19٫495      | 29٫909  |
| المجموع    | 48٫186       | 142٫642     | 190٫828 |

| الناحية    | ذكور    | إناث    | المجموع |
| ---------- | ------- | ------- | ------- |
| عفرين      | 51٫699  | 52٫199  | 103٫898 |
| شران       | 20٫389  | 20٫580  | 40٫969  |
| بلبل       | 20٫062  | 19٫910  | 39٫972  |
| راجو       | 28٫488  | 27٫975  | 56٫463  |
| شيخ الحديد | 11٫830  | 11٫830  | 23٫714  |
| جنديرس     | 23٫425  | 23٫933  | 47٫358  |
| معبطلي     | 21٫647  | 21٫545  | 43٫192  |
| المجموع    | 177٫388 | 178٫178 | 355٫566 |

#### إحصاء عام 2001[7]
| الناحية    | ذكور    | إناث    | المجموع |
| ---------- | ------- | ------- | ------- |
| عفرين      | 61٫707  | 62٫024  | 123٫731 |
| شران       | 23٫914  | 23٫989  | 47٫903  |
| بلبل       | 23٫279  | 23٫323  | 46٫602  |
| راجو       | 33٫009  | 32٫352  | 65٫361  |
| شيخ الحديد | 13٫745  | 13٫748  | 27٫493  |
| جنديرس     | 28٫052  | 28٫453  | 56٫505  |
| معبطلي     | 25٫017  | 24٫642  | 49٫659  |
| المجموع    | 208٫723 | 208٫531 | 417٫254 |

#### إحصاء عامي 2004 - 2005[15]
| اسم الناحية | ذكور   | إناث   | عدد السكان |
| ----------- | ------ | ------ | ---------- |
| عفرين       | 32٫798 | 31٫960 | 64٫758     |
| شران        | 6٫658  | 6٫974  | 13٫632     |
| بلبل        | 6٫202  | 6٫371  | 12٫573     |
| راجو        | 11٫136 | 10٫819 | 21٫955     |
| شيخ الحديد  | 7٫014  | 6٫857  | 13٫871     |
| جنديرس      | 16٫780 | 16٫167 | 32٫947     |
| معبطلي      | 6٫128  | 6٫231  | 12٫359     |
| المجموع     | 86٫716 | 85٫379 | 172٫095    |

| الناحية    | ذكور    | إناث    | المجموع |
| ---------- | ------- | ------- | ------- |
| عفرين      | 68٫239  | 68٫634  | 136٫873 |
| شران       | 26٫066  | 26٫155  | 52٫221  |
| بلبل       | 25٫859  | 25٫869  | 51٫728  |
| راجو       | 35٫873  | 35٫169  | 71٫042  |
| شيخ الحديد | 15٫174  | 15٫176  | 30٫350  |
| جنديرس     | 32٫084  | 31٫317  | 63٫401  |
| معبطلي     | 27٫326  | 26٫909  | 54٫235  |
| المجموع    | 230٫621 | 229٫229 | 459٫850 |

### الهجرة
بلغت نسبة الهجرة من قرى منطقة عفرين 70.06%، فيما بلغت النسبة الإجمالية للتحولات السكانية في البلدات 23.146%، والنسبة العامة للهجرة إلى خارج المنطقة 61.121%. وتنقسم الهجرات بين هجرة محلية من قرى نحو بلدات منطقة عفرين، وهجرة داخلية في الداخل السوري وعادة ما تكون صوب مدينتي حلب ودمشق، وهجرة خارجية نحو دول أوروبا، والتي بدأت منذ بداية عقد الستينات من القرن العشرين لأسباب دراسية وسياسية.
| عام  | تعداد السجل المدني لسكان منطقة عفرين | التعداد العام للسكان لمنطقة عفرين | الفارق  | النسبة المئوية لمن يقيم خارج المنطقة |
| ---- | ------------------------------------ | --------------------------------- | ------- | ------------------------------------ |
| 1981 | 232٫004                              | 133٫319                           | 98٫685  | %42.5                                |
| 1994 | 355٫566                              | 190٫828                           | 164٫738 | %46.33                               |
| 2004 | 446٫293                              | 172٫095                           | 274٫198 | %61.43                               |

| قرى الناحية             | شران  | بلبل  | معبطلي | راجو  | عفرين | جنديرس | شيخ الحديد |
| ----------------------- | ----- | ----- | ------ | ----- | ----- | ------ | ---------- |
| النسبة المئوية للهجرة % | 77.27 | 75.68 | 74.69  | 71.55 | 67.06 | 62.61  | 56.12      |

| قرى الناحية             | معبطلي | بلبل  | شيخ الحديد | راجو  | عفرين | شران  | جنديرس |
| ----------------------- | ------ | ----- | ---------- | ----- | ----- | ----- | ------ |
| النسبة المئوية للهجرة % | 73.85  | 62.06 | 47.03      | 22.72 | 20.60 | 11.32 | 34.07  |

## المناخ والاقتصاد
لقرب منطقة جبل الأكراد من البحر يعتبر مناخها متوسطيا، حيث أنه حار صيفا وبارد شتاء والأمطار غزيرة نسبيا (حوالي 400-500 ملم) وتهطل الثلوج أحيانا؛ لهذا تعتبر منطقة خصبة ونموذجية للزراعات المتوسطية.
فالمناخ المتوسطي، ووجود الوديان والسهول والجبال وخصوبة التربة ووفرة المياه في منطقة عفرين جعلها مناسبة لكل الزراعات المتوسطية. حيث تزرع الحبوب (قمح، عدس، شعير) والخضار بأنواعها والقطن والشوندر السكري والتفاحيات والعنب والكاكي والرمان. أما الزراعة الرئيسية التي تشتهر بها منطقة عفرين وتعتبر رمزا لها فهي الزيتـون الذي يزرع في كل أنحاء وقرى المنطقة دون استثناء، ويفوق عدد أشجارها الثلاثة عشر مليون شجرة.
كما تتميز المنطقة بوجود غطاء حراجي طبيعي وصناعي غرس من قبل الدولة كثيف وكبير نسبيا، ويعد الأكبر في محافظة حلب. والأشجار الحراجية في معظمها صنوبرية إلى جانب السرو. وهذا الغطاء الحراجي يستفاد منه في استخراج الأخشاب وإنتاج البذور من أشجار الصنوبرالمثمرة. كما يمكن الاستفادة من هذه الحراج في تنشيط السياحة.
أما تربية الحيوان ولاسيما الماشية فإنها تراجعت كثيرا ولا تلعب دورا يذكر في حياة المنطقة الاقتصادية، وذلك لفقدان المراعي واستقرار السكان في قراهم منذ زمن طويل، فلا وجود لقطعان الماشية. ولكن توجد بعض الأسر التي تربي عددا محدودا من الماعز أو الغنم التي إنتاجها بالكاد يفي بحاجة الأسرة ذاتها.
أما الصنـاعة ولا سيما الحديثة منها، فانها غريبة عن منطقة عفرين، فلا نجد في عفرين غير صناعة السجاد اليدوي التقليدية، واستخراج زيت الزيتون وصناعة الصابون والبيرين وهذه تعتمد على زراعة الزيتون وتتأثر به.
كذلك التجارة ليست بأفضل من الصناعة، فهي ضعيفة غير نشطة رغم غنى المنطقة بالزراعات المختلفة وقربها وعلاقاتها الكثيرة مع مدينة حلب وتجارها. فخبرة السكان التجارية ضعيفة رغم أن سوق عفرين الأسبوعي المشهور الذي ينظم كل يوم أربعاء.

## الحيــاة الاجتماعية
في القرن التاسع عشر توطدت السلطة المركزية في الدولة العثمانية وترسخت على حساب الحكم الذاتي المحلي. مما أدى إلى زوال الزعامات التقليدية المحلية وظهور طبقة ارستقراطية جديدة تشكلت من ملاّكي الأرض الكبار - الاقطاعيين. وبالتالي فقدت الزعامات القديمة سلطتها ونفوذها مفسحة المجال للزعامات الجديدة. فبعد أن كان الزعيم يستمد سلطته ونفوذه سابقا من العلاقات الاجتماعية (العشيرة، الأسرة) أصبح يستمدها من قوته الاقتصادية، ومن اتساع رقعة الأرض التي يملكها. وبعد أن كان الولاء للعشيرة وشيخها، أصبح للأرض ومالكها الإقطاعي، فلم يعد الفلاح مرتبطا بعشيرة أو زعيم معين، وانما بالأرض التي يعمل فيها وبالاقطاعي - الآغـا المالك.[بحاجة لمصدر]
وهكذا تطورت العلاقة والبنية الاجتماعية في جبل الأكراد، وتحولت من العشائرية إلى الإقطاعية. واستمر الوضع على هذا النحو حتى بداية ستينات القرن العشرين، حيث بدأ بعدها الزعماء الاقطاعيون يفقدون سلطتهم ونفوذهم تدريجيا بعد تفكك وتفتت الإقطاعات القديمة الكبيرة نتيجة التقسيم بين الورثة أو بيع أجزاء منها.